# Atalanta Bergamasca Calcio
L'Atalanta Bergamasca Calcio, meglio nota come Atalanta, è una società calcistica italiana con sede nella città di Bergamo. Milita in Serie A, la massima divisione del campionato italiano.
Fondata nel 1907, viene soprannominata "regina delle provinciali" poiché, avendo preso parte a 64 edizioni della Serie A a girone unico, è la squadra col maggior numero di presenze nel massimo campionato sia tra quelle che non rappresentano capoluoghi di regione sia tra quelle che non hanno mai vinto lo scudetto. Il club detiene il record assoluto di promozioni nella massima serie ed è, al pari del Genoa, quello che ha vinto più volte un campionato cadetto.
A livello nazionale è giunta a disputare la finale di Coppa Italia in sei occasioni, aggiudicandosi il trofeo nell'edizione 1962-1963, mentre in Serie A ha ottenuto come migliore risultato il terzo posto, piazzamento raggiunto per quattro volte (consecutivamente dal 2018-2019 al 2020-2021, e di nuovo nel 2024-2025). In ambito internazionale ha partecipato a quattro edizioni della UEFA Champions League, due della Coppa delle Coppe UEFA, una della Supercoppa UEFA e sei della Coppa UEFA/Europa League, competizione che ha vinto nella stagione 2023-2024 grazie a cui è uno dei cinque club (insieme a Parma, Real Saragozza, Villarreal e West Ham Utd) che hanno conquistato almeno un torneo confederale senza aver mai vinto il proprio campionato nazionale. Inoltre, avendo raggiunto, mentre militava in Serie B, la semifinale di Coppa delle Coppe nella stagione 1987-1988, risulta essere la squadra che ha ottenuto il migliore risultato in una competizione UEFA tra quelle non militanti nella prima divisione della propria nazione.
L'Atalanta è dodicesima nella graduatoria della tradizione sportiva italiana secondo i criteri della FIGC, e dal 2019 è membro dell'European Club Association. Inoltre si trova all'undicesimo posto nella classifica perpetua della Serie A nonché al ventiquattresimo in quella della Serie B.

## Storia

Milano, 2 giugno 1963: il capitano atalantino Piero Gardoni solleva la Coppa Italia accanto ad Angelo Domenghini, capocannoniere dell'edizione e protagonista della finale con la sua decisiva tripletta al Torino.

Fondata il 17 ottobre 1907 dagli studenti liceali Eugenio Urio, Giulio e Ferruccio Amati, Alessandro Forlini e Giovanni Roberti come Società Bergamasca di Ginnastica e Sports Atletici Atalanta, l'Atalanta deriva il suo nome dall'omonima eroina della mitologia greca Già dal 1907 la società crea la propria sezione calcio, sodalizio ufficialmente riconosciuto dalla FIGC solo nel 1914, all'atto dell'inaugurazione e collaudo del campo di gioco: fino a quell'anno i bergamaschi, con colori sociali bianconeri, avevano giocato solo partite amichevoli. Nella stagione 1914-1915, la prima a livello ufficiale, la squadra partecipa al campionato di Promozione, la seconda divisione dell'epoca.
Nel 1920 si fonde con la Bergamasca, dando vita alla denominazione e ai colori attuali. Negli anni venti, la squadra gioca i suoi primi campionati di massima serie (Prima Categoria), salvo poi retrocedere in seconda divisione, da cui risale nel 1928, quando vince il campionato di Prima Divisione (con l'ungherese Imre Payer in panchina). La squadra torna dopo una sola stagione nella neonata Serie B, e nel 1933 rischia il fallimento, salvandosi grazie a una colletta tra sportivi e alla cessione di Carlo Ceresoli, l'elemento più rappresentativo, all'Ambrosiana Inter per 100 000 lire.
Dopo altri campionati di B chiusi a metà classifica, nel 1937 l'Atalanta ottiene la promozione in Serie A al termine della stagione 1936-1937, ma retrocede immediatamente. Dopo due stagioni torna in massima serie e, da neopromossa, ottiene un sesto posto in classifica nella stagione 1940-1941; anche negli anni seguenti, si fa notare per le ottime prestazioni contro compagini più quotate (ad esempio, vincendo molte volte con il Grande Torino), conquistando anche un quinto posto in classifica nella stagione 1947-1948. Il club rimane ininterrottamente in massima serie fino al termine della stagione 1958-1959, per un totale di 17 campionati consecutivi (record societario di campionati consecutivi in prima divisione).
All'inizio degli anni sessanta, i bergamaschi iniziano a partecipare alle competizioni europee, ben figurando in Coppa Mitropa, dove raggiunge la semifinale nel 1962, in Coppa dell'Amicizia e in Coppa delle Alpi, in quest'ultimo caso perdendo una finale nel 1963. Al termine della stagione 1962-1963 l'Atalanta vince il suo primo trofeo di rilievo, la Coppa Italia; segue il debutto nella Coppa delle Coppe. Nel 1969 arriva una nuova retrocessione in Serie B, mentre gli anni settanta sono caratterizzati da un susseguirsi di promozioni e retrocessioni tra le prime due divisioni nazionali. Al termine della stagione 1980-1981 arriva anche l'unica retrocessione in terza divisione della storia dei bergamaschi, che tornano però in Serie B in seguito alla vittoria della Serie C1 1981-1982.
La Dea nella stagione 1983-1984 vince il campionato di Serie B, tornando però nella categoria cadetta tre anni dopo. Nonostante ciò, nella stessa stagione l'Atalanta raggiunge per la seconda volta la finale di Coppa Italia: pur perdendo contro il Napoli campione d'Italia, la qualificazione partenopea alla Coppa dei Campioni libera uno slot per la partecipazione bergamasca alla Coppa delle Coppe. La stagione seguente, pur militando ancora in Serie B, il tecnico Emiliano Mondonico trascina i suoi fino alle semifinali della competizione europea, miglior piazzamento nelle competizioni UEFA di una squadra non iscritta alla propria prima divisione nazionale. Negli anni seguenti, l'Atalanta torna a giocare stabilmente in prima divisione e si guadagna l'accesso alla Coppa UEFA in due occasioni consecutive (Coppa UEFA 1989-1990 e Coppa UEFA 1990-1991). Nel 1994 arriva una nuova retrocessione in Serie B, con immediato ritorno in Serie A dopo un anno e un'altra finale persa in Coppa Italia, nell'edizione 1995-1996. Nella stagione 1996-1997 Filippo Inzaghi segnando 24 reti in campionato diventa il primo giocatore dei bergamaschi a vincere la classifica marcatori della Serie A.
La fine degli anni novanta e gli anni duemila sono caratterizzati da un'alternanza di categoria tra Serie A e Serie B (tre promozioni, fra cui un campionato vinto nella stagione 2005-2006, e quattro retrocessioni tra la stagione 1997-1998 e la stagione 2009-2010). Con la vittoria della Serie B 2010-2011 il club torna nuovamente in Serie A, per poi essere coinvolto a fine stagione nello scandalo calcioscommesse del 2011; rimane in massima serie anche negli anni seguenti e, sotto la guida di Gian Piero Gasperini, ottiene il quarto posto nella stagione 2016-2017 e annessa qualificazione, dopo ventisei anni, a una competizione confederale, l'Europa League. Nel triennio 2018-2021 migliora ulteriormente il piazzamento in campionato chiudendo le edizioni al terzo posto e conseguendo così la prima qualificazione alla UEFA Champions League: da matricola della competizione, nella stagione 2019-2020 l'Atalanta viene eliminata ai quarti di finale. Dal 2019 al 2024 la squadra raggiunge per altre tre volte la finale di Coppa Italia, senza riuscire a vincere il trofeo, mentre nella stagione 2023-2024 si aggiudica per la prima volta una competizione continentale, l'UEFA Europa League.

## Colori e simboli

### Colori

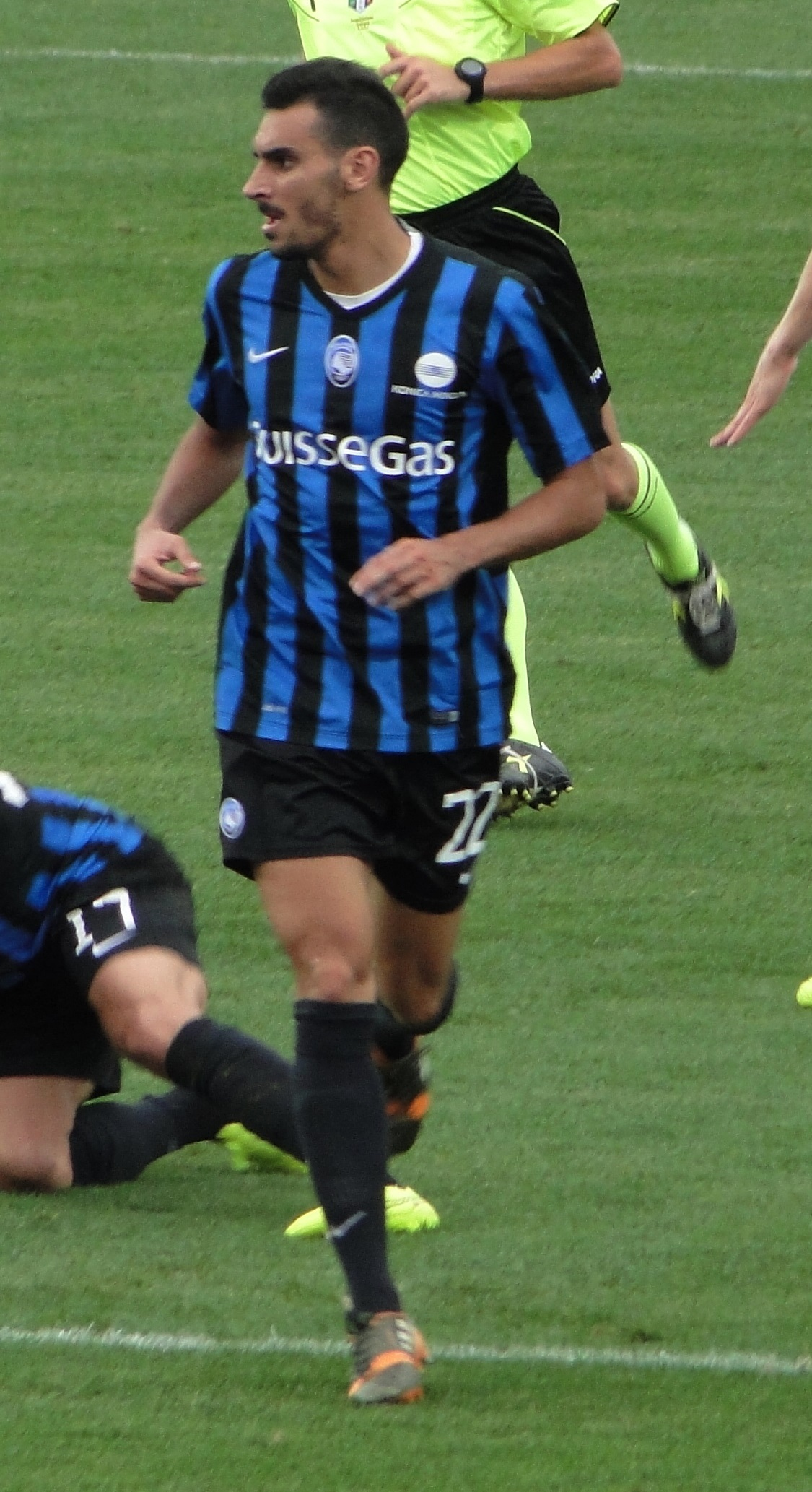
Davide Zappacosta con la classica uniforme di casa dell'Atalanta: maglia a righe verticali nerazzurre, pantaloncini e calzettoni neri.

Nel 1907, anno della sua fondazione, l'Atalanta adotta una casacca bianconera a strisce verticali sottili, con pantaloncini normalmente neri; questa divisa rimane fino al 1920, anno della fusione con la Bergamasca, quando i colori sociali diventano nerazzurri: viene eliminato il bianco, colore comune delle due squadre, e portato in dote alla nuova divisa sociale l'altro rispettivo colore, nero per l'Atalanta, azzurro per la Bergamasca. Nei primi anni della sua vita, l'Atalanta Bergamasca di ginnastica e scherma indosserà maglie a quarti nerazzurre: le strisce arriveranno alcuni anni più avanti.
| Divisa dell'Atalanta prima della fusione | Divisa della Bergamasca prima della fusione | Prima divisa dopo la fusione | Divisa nerazzurra classica |

### Simboli ufficiali

#### Stemma
La denominazione della società deriva dalla figura mitologica di Atalanta. Spesso la società bergamasca viene soprannominata la Dea, anche se l'eroina da cui si era preso spunto non era effettivamente una divinità, bensì la figlia di Iaso, re dell'Arcadia. Il logo ufficiale della squadra è costituito dal profilo della principessa, ritratto di profilo, su sfondo nerazzurro.

Il logo tra il 1980 e il 1993.
Il logo attuale, in vigore dal 1993.

## Strutture

### Stadio

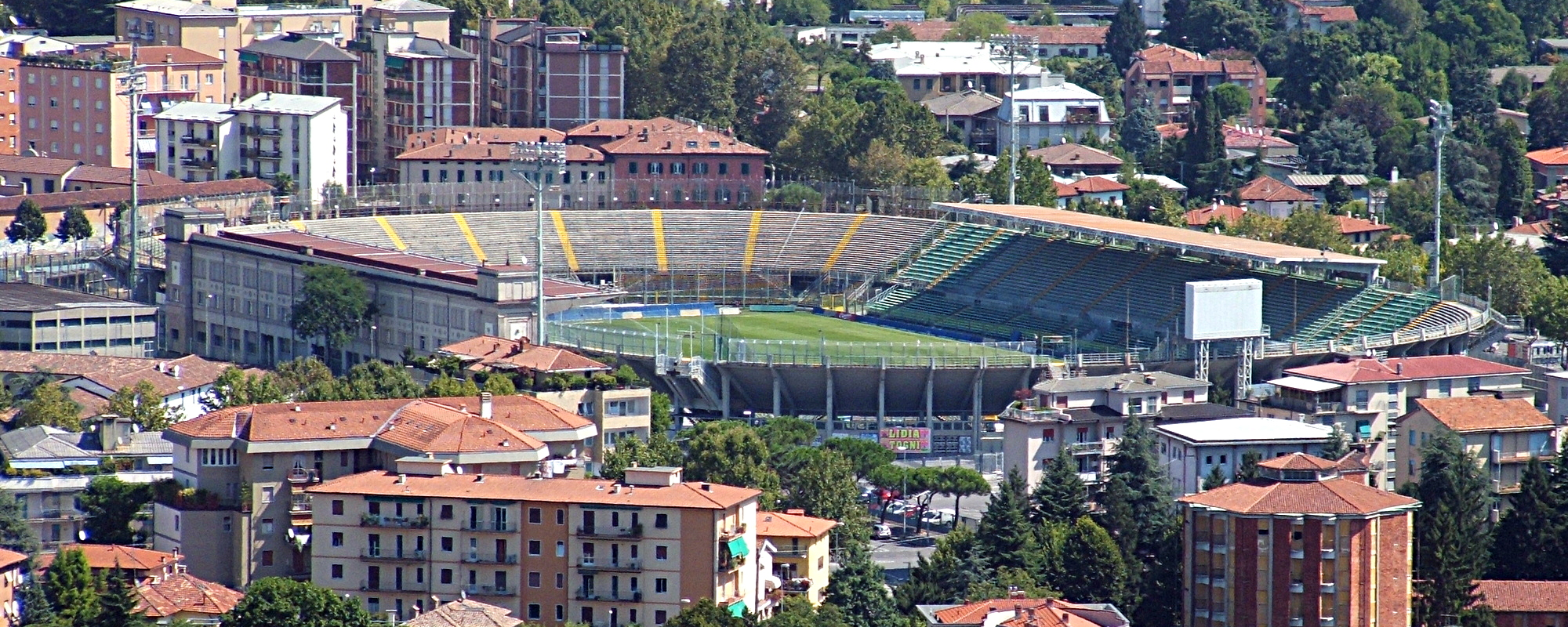
Vista aerea del vecchio "Comunale" prima della ristrutturazione d'inizio III millennio

L'Atalanta dal 1928 gioca le sue partite interne nello stadio Atleti Azzurri d'Italia, il principale impianto cittadino che fino al 2017 è stato di proprietà del comune di Bergamo. Questo stadio fu costruito nel 1928 e inizialmente intitolato a Mario Brumana, giovane squadrista nato a Costa Valle Imagna nel 1901 e ucciso a Gallarate nel 1922.
Prima di allora, la società bergamasca aveva giocato le proprie partite casalinghe dapprima nel campo di via Maglio del Lotto (dal 1914 al 1918) e successivamente al campo della "Clementina" (dal 1919 al 1928).
La struttura venne inaugurata due volte: la prima, il 1º novembre 1928 in occasione della partita di campionato Atalanta-Triestina (4-1). La seconda avvenne in pompa magna il 23 dicembre dove l'Atalanta batté La Dominante di Genova per 2-0 alla presenza di numerose autorità e di un folto pubblico.
Lo stadio era, per gli esperti di allora, uno dei più belli d'Italia. Con la caduta del fascismo, cambiò nome: prima semplicemente in "Comunale" e successivamente venne dedicato agli "Atleti Azzurri d'Italia". Durante gli anni lo stadio è stato notevolmente modificato fino ad assumere la conformazione attuale. Il 10 maggio 2017 il presidente nerazzurro Antonio Percassi si aggiudica il bando di vendita per circa 8 milioni di euro e nell'ottobre seguente, dopo la scadenza del diritto di prolazione, la proprietà dello stadio passa ufficialmente alla Stadio Atalanta, ossia una società a responsabilità limitata controllata al 100% dall'Atalanta e creata appositamente da quest'ultima per gestire la ristrutturazione dell'impianto: ciò rende il club bergamasco una delle poche società di calcio italiane a disporre di uno stadio di proprietà, seppure in maniera indiretta. A partire dal 1º luglio 2019 l'impianto diviene commercialmente noto come "Gewiss Stadium", a seguito della cessione dei diritti di denominazione all'omonima azienda.
Durante la stagione 2017-2018, le partite casalinghe di Europa League sono disputate presso il Mapei Stadium di Reggio Emilia, a causa della non conformità dell'Atleti Azzurri d'Italia con gli standard UEFA; per il medesimo motivo, anche i turni preliminari di Europa League della stagione seguente vengono disputati nell'impianto reggiano, mentre nella stagione 2019-2020 le partite casalinghe di Champions League si sono disputate nel più capiente stadio Giuseppe Meazza di Milano.

### Centro di allenamento
Gli allenamenti della prima squadra e del vivaio oltreché le partite ufficiali delle squadre giovanili si svolgono nella località di Zingonia, a Ciserano, presso il Centro sportivo Achille e Cesare Bortolotti, che dal 2004 ospita anche la sede della società nerazzurra. Il Centro è composto da 5 campi di calcio regolari, uno per il calcio a 7 e uno "polivalente", tutti illuminati e con quattro tribune per accogliere gli spettatori.
L'impianto è anche dotato di sale wellness e massaggi, vasche per il ghiaccio, piscina, palestre, sala riunioni, uffici, magazzini oltre che di spogliatoi per squadra e staff tecnico.

## Società

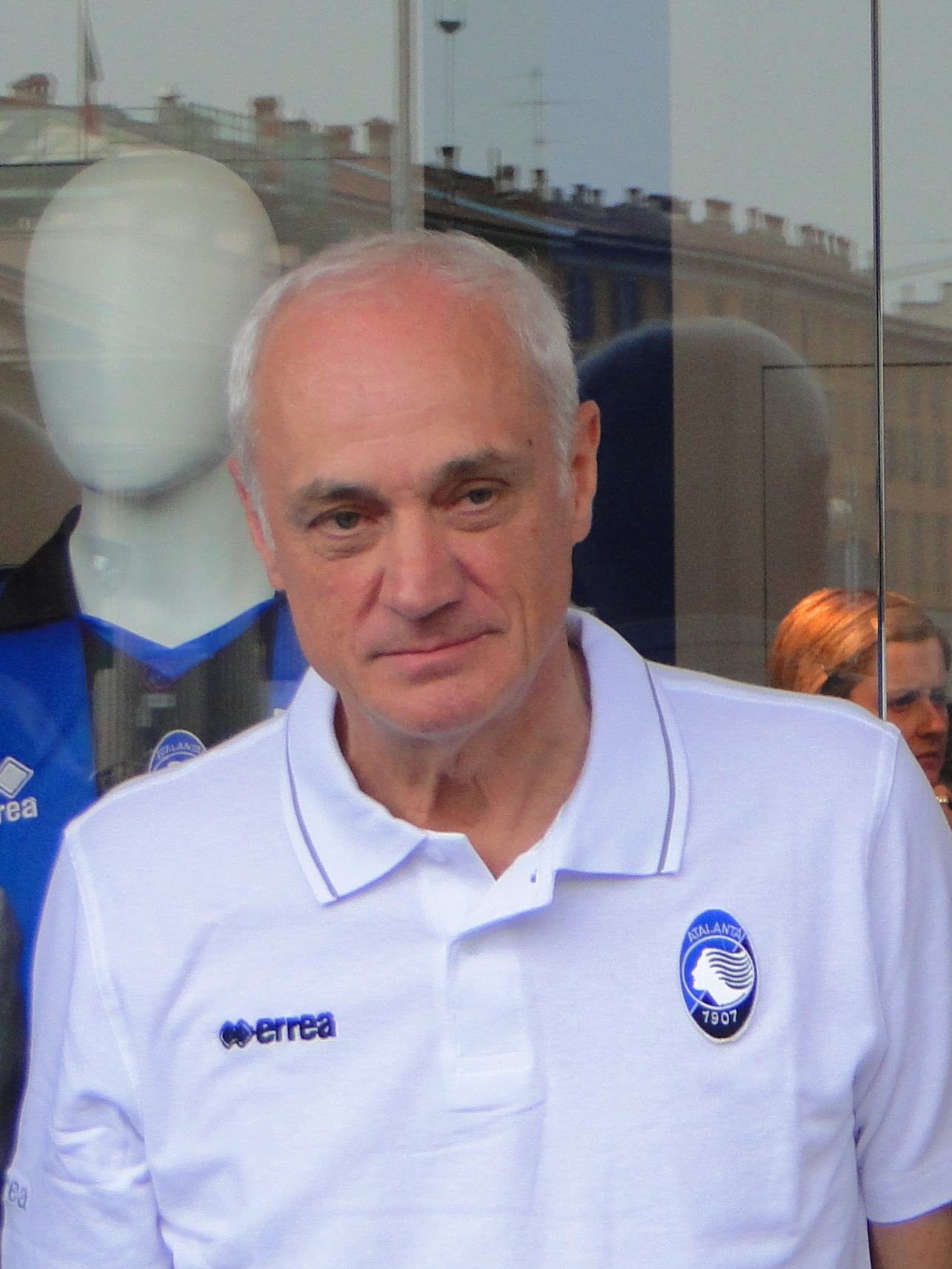
Antonio Percassi, presidente dal 2010 e maggior azionista singolo della società

Il club venne fondato il 17 ottobre 1907 come associazione col nome "Società Bergamasca di Ginnastica e Sports Atletici Atalanta", che si fuse nel febbraio 1920 con la Società Bergamasca di Ginnastica e Scherma, divenendo all'inizio l'"Atalanta e Bergamasca di Ginnastica e Scherma" e successivamente, con la denominazione definitiva, l'"Atalanta Bergamasca Calcio"; il 16 giugno 1967 l'associazione divenne una società per azioni con la stessa ragione sociale, per trasformarsi l'11 maggio 2023 in una società a responsabilità limitata con la stessa denominazione.
La società, avente sede legale in via Giorgio e Guido Paglia 1/D a Bergamo e iscritta alla Camera di Commercio della stessa città, risulta avere, al 2024, 196 dipendenti e un capitale sociale di 4 893 750 euro.
Dal 19 febbraio 2022 il club è controllato da una cordata di investitori statunitensi, della quale fa parte Stephen Pagliuca (comproprietario della squadra NBA dei Boston Celtics e copresidente del fondo di investimento Bain Capital LP) a cui si è aggiunta in seguito la società Arctos Partners LP (gruppo di private equity focalizzato sullo sport). Questo controllo di Pagliuca e soci statunitensi sull'Atalanta è esercitato tramite la società italiana La Dea, proprietaria del club nerazzurro con il 100,00% del capitale, in qualità di socio unico e, a sua volta, di appartenenza dei nordamericani per il 55,00% delle quote, mentre il restante 45,00% è dell'imprenditore ed ex calciatore italiano Antonio Percassi, precedente controllore del club, che rimane socio di minoranza e de facto maggior azionista unico del club tramite la società Odissea, holding finanziaria della famiglia Percassi. La società La Dea è proprietaria dell'Atalanta dal 2010, poiché creata da Percassi per l'allora acquisto della squadra, e al momento del passaggio di maggioranza societaria alla cordata statunitense, nel 2022, la società deteneva l'86,00% del capitale del club, mentre il resto delle quote era di proprietà di azionisti diffusi e acquisite dalla stessa La Dea nella loro totalità, l'11 maggio 2023.
La società nerazzurra è inoltre la capogruppo del "Gruppo Atalanta Bergamasca Calcio", del quale fa parte anche la controllata Stadio Atalanta (al 100%) che si occupa della gestione e ristrutturazione dello stadio Atleti Azzurri d'Italia di Bergamo.
Nella Deloitte Football Money League, rapporto stilato fin dal 1997 dalla società di revisione e consulenza aziendale statunitense Deloitte Touche Tohmatsu, che prende in esame annualmente i trenta club europei di calcio con il maggior fatturato per ricavi operativi, l'Atalanta è risultata al venticinquesimo posto nella classifica del 2022 (unica rilevazione per la società orobica) con un fatturato per ricavi in quella stagione di 187,6 milioni di euro.
In termini di valore della società, il club è valutato al sesto posto in Italia: nella classifica 2024 della rivista americana Sportico del gruppo Bloomberg, il valore è pari a 595 milioni di dollari che valgono il quarantacinquesimo posto globale.
Il valore del brand Atalanta è stato per due volte inserito nel prospetto stilato annualmente dal 2010 dalla società di consulenza globale per la valutazione dei marchi, l'inglese Brand Finance, con la miglior rilevazione nel quarantaduesimo posto del 2022; fuori da questa graduatoria, nel 2023 il brand nerazzurro è comunque all'ottavo posto in Italia, per un valore di 69 milioni di euro.
Il club è membro ordinario dell'European Club Association (ECA), organismo privato che rappresenta le società calcistiche a livello europeo e riconosciuto dall'UEFA.

### Organigramma societario
Il governo societario del club, al 2023, prevede un sistema tradizionale formato dall'assemblea dei soci, dal consiglio di amministrazione (CdA) e dal collegio sindacale.
Il CdA, rinnovato nel 2022 a seguito dell'ingresso dei nuovi investitori, è composto da sette membri, nominati dall'assemblea dei soci e tutti indicati dalla società controllante La Dea, dei quali quattro riconducibili alla cordata statunitense e tre alla famiglia Percassi, che, essendo comunque rimasta come principale singolo azionista anche a seguito del riassetto societario, mantiene una partnership paritetica con la cordata statunitense: Antonio Percassi continua a ricoprire la carica di presidente del consiglio di amministrazione (assunta nel giugno del 2010 con l'allora acquisto del club), con il figlio Luca amministratore delegato, mentre Stephen Pagliuca, principale nuovo azionista americano, è il copresidente. Il collegio sindacale, rinnovato nel 2021, è composto da tre membri sempre indicati da La Dea, dei quali Claudia Rossi assume il ruolo di presidente. La società di revisione, scelta anch'essa dai soci quale organo esterno di riesame dei conti, è BDO Italia.
Aggiornato al 13 aprile 2022.
- Antonio Percassi - Presidente
- Stephen Pagliuca - Co-Chairman
- Luca Percassi - Amministratore delegato
- Joseph Case Pagliuca - Consigliere CdA
- Luca Bassi - Consigliere CdA
- David Benjamin Gross-Loh - Consigliere CdA
- Mario Volpi - Consigliere CdA
- Umberto Marino - Direttore generale
- Roberto Spagnolo - Direttore operativo
- Gabriele Zamagna - Responsabile area tecnica
- Tony D'Amico - Direttore sportivo
- Marco Semprini - Segretario generale

### Sponsor
- 1914-1976 Non presente
- 1976-1980 Umbro
- 1980-1981 Le Coq sportif
- 1981-1984 Puma
- 1984-1986 NR
- 1986-1987 N2
- 1987-1989 Latas
- 1989-1991 NR
- 1991-1994 Lotto
- 1994-2007 Asics
- 2007-2014 Erreà
- 2014-2017 Nike
- 2017-2025 Joma
- 2025- New Balance

### Settore giovanile
Il settore giovanile dell'Atalanta è formato da cinque squadre maschili partecipanti ai campionati nazionali (Primavera, Under-18, Under-17, Under-16 e Under-15) e due partecipanti a livello regionale (Giovanissimi Regionali A e B).
L'Atalanta ha sempre seguito con particolare attenzione l'attività calcistica a livello giovanile. La prima persona che si impegnò ad allestire delle squadre di giovani fu Giuseppe Ciatto. Ciatto fu un vero e proprio tuttofare: ogni aspetto organizzativo veniva affrontato e risolto da lui, che si occupava anche di allenare le varie squadre. Nel 1949 l'Atalanta conquista il titolo italiano Ragazzi.

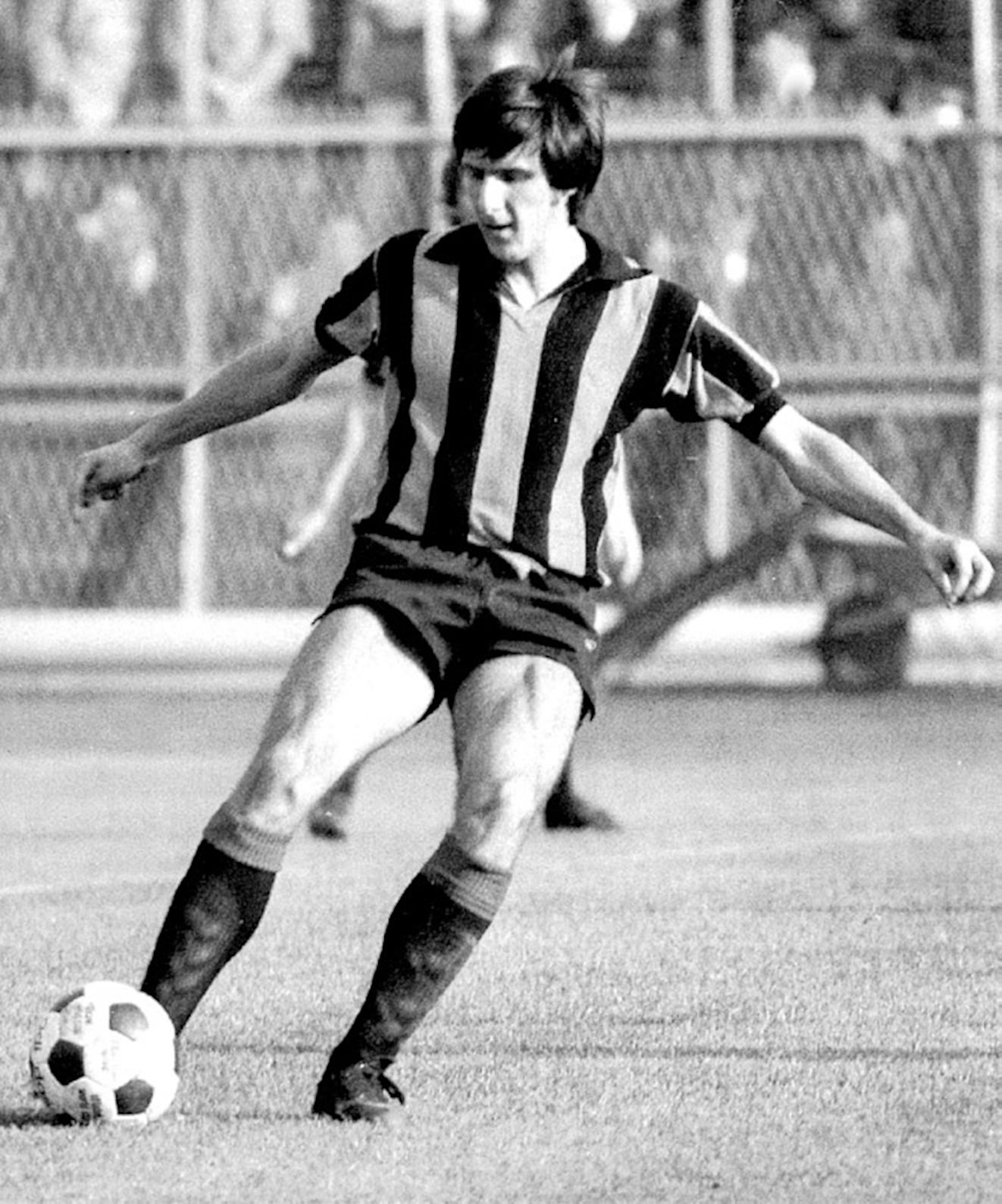
Un giovane Gaetano Scirea, uno dei più famosi calciatori usciti dal vivaio atalantino, in azione in maglia orobica nella stagione 1972-1973.

Sul finire degli anni 50 l'ingegnere Luigi Tentorio, all'epoca commissario straordinario della società ed ex calciatore del club, avverte la necessità di cominciare a investire in modo più sistematico nei giovani: viene deciso di dar vita a un vero settore giovanile, con una sua struttura indipendente da quella della prima squadra.
Affida l'incarico a Giuseppe Brolis, che si mette al lavoro attorniandosi di collaboratori di fiducia, crea rapporti con società del Veneto e del Friuli, costruisce una rete di osservatori e assume allenatori giovani e motivati. I ragazzini vengono affidati a Raffaello Bonifaccio che di quei ragazzini diventa lo scopritore, il maestro sul campo, ma anche l'educatore. Arrivano a Bergamo giovani da fuori provincia che si allontanano dalle realtà nelle quali sono cresciuti ma soprattutto dalle loro famiglie: Brolis avverte la necessità di seguirli anche nella loro vita privata stipulando un accordo con la "Casa del Giovane" che diventa la seconda casa di molti ragazzi del vivaio. Con il passare degli anni viene ampliato il raggio d'azione del settore, creando vere e proprie società satelliti disposte in tutto il territorio nazionale.
Un passo cruciale nella storia del settore giovanile bergamasco avviene agli inizi degli anni novanta con il presidente Percassi, che attua una nuova politica degli investimenti, soprattutto a livello giovanile. Egli riesce a convincere Fermo Favini a lasciare il Como affidandogli responsabilità con ampia libertà di gestione e assicurandogli tutti i mezzi che ritenga opportuno investire.
Il vivaio non solo continua a incrementare la produzione di giocatori per la prima squadra, ma comincia a ottenere affermazioni di prestigio nelle più importanti manifestazioni nazionali, diventando un esempio per molte società anche più blasonate. L'Atalanta della gestione Favini dal 1991 al 2014 ha conquistato con le varie squadre giovanili ben 17 titoli nazionali.
Molti sono i successi a livello giovanile, essendo il vivaio dell'Atalanta, gestito da Favini, uno dei più stimati d'Europa: secondo una classifica stilata dal centro studi di Coverciano, la società bergamasca possiede il migliore settore giovanile d'Italia e il sesto in Europa, dietro a Real Madrid, Barcellona e tre squadre francesi. Il parametro utilizzato è quello dei giocatori di prima divisione prodotti dal vivaio. Nella stagione 2007-2008 22 giocatori provenienti dal vivaio dell'Atalanta hanno giocato nel campionato di serie A, 32 in quello di B e 3 all'estero.
Nel 2014 uno studio globale del CIES Football Observatory pone il settore giovanile dell'Atalanta all'ottavo posto a livello mondiale con 25 giocatori usciti dalle giovanili che giocano nei 5 maggiori campionati d'Europa. L'anno seguente, un nuovo studio del CIES pone il vivaio bergamasco al 17º posto a livello mondiale, con 23,6 milioni di euro guadagnati dai giocatori usciti dalle giovanili e che sono stati ceduti a partire dal luglio 2012; pone inoltre il settore giovanile atalantino al diciottesimo posto tra le squadre dei 5 maggiori campionati continentali per numero di calciatori lanciati nel massimo campionato (18). Nel medesimo anno, Mino Favini lascia dopo 25 anni la società orobica.
Nell'estate del 2023 viene fondata l'Atalanta U23, seconda squadra che milita nel campionato di Serie C e gioca le gare interne allo stadio di Caravaggio.

## Diffusione nella cultura di massa
L'Atalanta è stata talvolta omaggiata in varie opere della cultura italiana.
Per quanto riguarda la cinematografia, tra i film in cui compare la compagine nerazzurra ci sono Tifosi (1999), dove Nino D'Angelo e Peppe Quintale tentano invano di partire per andare a tifare per il Napoli impegnato proprio a Bergamo, e L'allenatore nel pallone (1984), dove la Dea affronta la "Longobarda". È inoltre presente una fugace citazione ne Il ciclone di Leonardo Pieraccioni (1996). I bergamaschi vengono altresì menzionati dall'autista di pullman in Eccezzziunale veramente - Capitolo secondo... me di Carlo Vanzina durante la scena del pellegrinaggio. È inoltre citata nel film Fratelli d'Italia di Neri Parenti (1989).
Una rivista dedicata alla squadra bergamasca era invece Atalanta Mese, la quale si impronta principalmente su vignette ed enigmistica, oltre che al settore giovanile e ai tifosi nerazzurri.

## Allenatori e presidenti
- 1913-1924 Commissioni Tecniche
- 1924-1927  Cesare Lovati
- 1927-1928  Imre Payer
- 1928-1929  Imre Payer (1ª-19ª)
 Enrico Tirabassi (20ª-30ª)
- 1929-1930  Aldo Cevenini
- 1930-1932  József Violak
- 1932-1933  József Violak (1ª-17ª)
 Imre Payer (18ª-34ª)
- 1933-1935  Angelo Mattea
- 1935-1936  Imre Payer
- 1936-1938  Ottavio Barbieri
- 1938-1939  Géza Kertész
- 1939-1941  Ivo Fiorentini
- 1941-1945   János Nehadoma
- 1945-1946   János Nehadoma (1ª-6ª)
 Giuseppe Meazza (7ª-13ª)
  Luis Monti (14ª-26ª)
- 1946-1947   Luis Monti (1ª-9ª)
 Ivo Fiorentini (10ª-38ª)
- 1947-1948  Ivo Fiorentini
- 1948-1949  Ivo Fiorentini (1ª-27ª)
 Alberto Citterio (28ª)
 Carlo Carcano (29ª-38ª)
- 1949-1950  Giovanni Varglien
- 1950-1951  Giovanni Varglien (1ª-17ª)
 Luigi Tentorio e
 Francesco Simonetti (18ª)
 Denis Charles Neville (19ª-38ª)
- 1951-1952  Denis Charles Neville (1ª-6ª)
 Carlo Ceresoli (7ª-38ª)
- 1952-1953  Luigi Ferrero
- 1953-1954  Luigi Ferrero (1ª-18ª)
 Luigi Tentorio (D.T.) e
 Francesco Simonetti (19ª-34ª)
- 1954-1956  Luigi Bonizzoni
- 1956-1957  Luigi Bonizzoni (1ª-28ª)
 Carlo Rigotti (29ª-34ª)
- 1957-1958  Carlo Rigotti (1ª-9ª)
 Giuseppe Bonomi (10ª)
 Carlo Rigotti (11ª-12ª)
 Giuseppe Bonomi (13ª)
 Karl Adamek e  Luigi Tentorio (D.T.) (14ª-34ª)
- 1958-1959  Karl Adamek
- 1959-1962  Ferruccio Valcareggi
- 1962-1963  Paolo Tabanelli
- 1963-1964  Carlo Alberto Quario (1ª-19ª)
 Carlo Ceresoli (20ª-34ª)
- 1964-1965  Ferruccio Valcareggi
- 1965-1966   Héctor Puricelli (1ª-5ª)
 Stefano Angeleri (6ª-34ª)
- 1966-1967  Stefano Angeleri
- 1967-1968  Paolo Tabanelli (1ª-27ª)
 Stefano Angeleri (28ª-30ª)
- 1968-1969  Stefano Angeleri (1ª-20ª)
 Silvano Moro (21ª-27ª)
 Carlo Ceresoli (28ª-30ª)
- 1969-1970  Corrado Viciani (1ª-13ª)
 Renato Gei (14ª-30ª)
 Battista Rota (31ª-38ª)
- 1970-1973  Giulio Corsini
- 1973-1974  Giulio Corsini (1ª-6ª)
 Heriberto Herrera (7ª-38ª)
- 1974-1975  Heriberto Herrera (1ª-9ª)
 Angelo Piccioli (10ª-38ª)
- 1975-1976  Giancarlo Cadé (1ª-35ª)
 Gianfranco Leoncini (36ª-38ª)
- 1976-1980  Battista Rota
- 1980-1981  Bruno Bolchi (1ª-18ª)
 Giulio Corsini (19ª-38ª)
- 1981-1983  Ottavio Bianchi
- 1983-1987  Nedo Sonetti
- 1987-1990  Emiliano Mondonico
- 1990-1991  Pierluigi Frosio (1ª-18ª)
 Bruno Giorgi (19ª-34ª)
- 1991-1992  Bruno Giorgi
- 1992-1993  Marcello Lippi
- 1993-1994  Francesco Guidolin (1ª-10ª)
 Andrea Valdinoci e  Cesare Prandelli (11ª-34ª)
- 1994-1998  Emiliano Mondonico
- 1998-1999  Bortolo Mutti
- 1999-2002  Giovanni Vavassori
- 2002-2003  Giovanni Vavassori (1ª-29ª)
 Giancarlo Finardi (30ª-34ª e spareggio)
- 2003-2004  Andrea Mandorlini
- 2004-2005  Andrea Mandorlini (1ª-14ª)
 Delio Rossi (15ª-38ª)
- 2005-2007  Stefano Colantuono
- 2007-2009  Luigi Delneri
- 2009-2010  Angelo Gregucci (1ª-4ª)
 Antonio Conte (5ª-18ª)
 Valter Bonacina (19ª)
 Bortolo Mutti (20ª-38ª)
- 2010-2014  Stefano Colantuono
- 2014-2015  Stefano Colantuono (1ª-25ª)
 Edoardo Reja (26ª-38ª)
- 2015-2016  Edoardo Reja
- 2016-2025  Gian Piero Gasperini
- 2025-  Ivan Jurić

- 1913-1916  Piero Carminati
- 1919-1920  Francesco Leidi
- 1920-1926  Enrico Luchsinger
- 1926-1927  Antonio Gambirasi
- 1927-1930  Pietro Capoferri
- 1930-1932  Antonio Pesenti
- 1932-1935  Emilio Santi
- 1935-1938  Lamberto Sala
- 1938-1944  Nardo Bertoncini
- 1944-1945  Guerino Oprandi
- 1945-1964  Daniele Turani
- 1964-1969  Attilio Vicentini
- 1969  Mino Baracchi
- 1969-1974  Achille Bortolotti
- 1974-1975  Enzo Sensi
- 1975-1980  Achille Bortolotti
- 1980-1990  Cesare Bortolotti
- 1990  Achille Bortolotti
- 1990-1994  Antonio Percassi
- 1994-2005  Ivan Ruggeri
- 2005  Giacomo Randazzo
- 2005-2008  Ivan Ruggeri
- 2008-2010  Alessandro Ruggeri
- 2010-  Antonio Percassi

## Calciatori

### Maglie ritirate
- 12 come riconoscimento verso la Curva Pisani, considerata il 12º uomo in campo[61]
- 14 in memoria di Federico Pisani, dopo il suo prematuro decesso[62]
- 80 in occasione degli ottanta anni del giornalista e radiocronista Elio Corbani[63]

### Contributo alle nazionali
Tra i giocatori forniti dall'Atalanta alla nazionale A figurano Matteo Pessina e Rafael Tolói con 14 presenze, Giorgio Scalvini con 8 presenze, Cristiano Doni con 7 presenze e un gol segnato durante il biennio 2001-2002, Luciano Zauri e Leonardo Spinazzola con 5 presenze, Adriano Bassetto, Bryan Cristante e Gianluca Scamacca con 4, Federico Peluso (autore anche di una rete) con 3, Giuseppe Casari, Giacomo Mari, Battista Rota, Humberto Maschio e Sergio Porrini con 2. Il calciatore atalantino che ha segnato più gol in azzurro è Matteo Pessina con 5 marcature. Per quanto riguarda la nazionale Under-21, il calciatore con il maggior numero di presenze è Andrea Conti (17), seguito da Gianpaolo Bellini (15), Davide Zappacosta (13), Andrea Consigli (12), Roberto Donadoni e Daniele Baselli (11). Il miglior marcatore atalantino dell'Under-21 è invece Manolo Gabbiadini con 8 reti, al secondo posto a pari merito ci sono Sergio Magistrelli, Luigi Brugola e Riccardo Orsolini con 3 reti ciascuno, al terzo Christian Vieri, Alex Pinardi, Andrea Lazzari, Gaetano Monachello e Giuseppe De Luca con 2.
Tra i vincitori di titoli durante la loro militanza nel club bergamasco, gli italiani Pessina e Tolói hanno fatto parte della rosa vittoriosa al campionato d'Europa 2020, mentre gli argentini Claudio Caniggia (Cile 1991), Leonardo Rodríguez (Uruguay 1995), Cristian Romero e Juan Musso (Brasile 2021), e il cileno Mauricio Pinilla (Cile 2015 e USA 2016), hanno trionfato in Copa América. Infine lo svedese Bengt Gustavsson a Svezia 1958 e il summenzionato Caniggia a Italia 1990, sono gli unici tesserati atalantini ad avere giocato una finale mondiale.

## Palmarès

### Competizioni nazionali
- Coppa Italia: 1

1962-1963

### Competizioni internazionali
- UEFA Europa League: 1

2023-2024

### Altre competizioni
- Serie B: 5

1939-1940, 1958-1959, 1983-1984, 2005-2006, 2010-2011
- Prima Divisione: 1

1927-1928
- Serie C1: 1

1981-1982 (girone A)

### Competizioni giovanili
A livello giovanile l'Atalanta ha conquistato complessivamente 19 titoli di campione nazionale nelle varie categorie, dall'Under-15 fino alla Primavera, oltre a vari altri titoli nazionali e internazionali (sia ufficiali che amichevoli).

## Statistiche e record

### Partecipazione ai campionati
| Livello | Categoria           | Partecipazioni | Debutto   | Ultima stagione | Totale |
| ------- | ------------------- | -------------- | --------- | --------------- | ------ |
| 1º      | Divisione Nazionale | 2              | 1928-1929 | 1945-1946       | 67     |
| 1º      | Serie A             | 65             | 1937-1938 | 2025-2026       | 67     |
| 2º      | Seconda Divisione   | 4              | 1922-1923 | 1925-1926       | 34     |
| 2º      | Prima Divisione     | 2              | 1926-1927 | 1927-1928       | 34     |
| 2º      | Serie B             | 28             | 1929-1930 | 2010-2011       | 34     |
| 3º      | Serie C1            | 1              | 1981-1982 | 1981-1982       | 1      |

### Partecipazione alle coppe nazionali
| Competizione         | Partecipazioni | Debutto   | Ultima stagione | Totale |
| -------------------- | -------------- | --------- | --------------- | ------ |
| Coppa Italia         | 75             | 1935-1936 | 2025-2026       | 78     |
| Coppa Alta Italia    | 1              | 1945-1946 | 1945-1946       | 78     |
| Coppa Italia Serie C | 1              | 1981-1982 | 1981-1982       | 78     |
| Supercoppa italiana  | 1              | 2024      | 2024            | 78     |

### Partecipazione alle competizioni UEFA
| Competizione                    | Partecipazioni | Debutto   | Ultima stagione | Totale |
| ------------------------------- | -------------- | --------- | --------------- | ------ |
| UEFA Champions League           | 5              | 2019-2020 | 2025-2026       | 14     |
| Coppa delle Coppe UEFA          | 2              | 1963-1964 | 1987-1988       | 14     |
| Coppa UEFA / UEFA Europa League | 6              | 1989-1990 | 2023-2024       | 14     |
| Supercoppa UEFA                 | 1              | 2024      | 2024            | 14     |

### Statistiche di squadra
L'Atalanta esordisce in Divisione Nazionale il 30 settembre 1928; includendo la stagione in corso, il club ha partecipato a 101 campionati nazionali. Dall'istituzione della formula a girone unico nel 1929, la squadra ottiene il peggior piazzamento nel campionato 2004-2005 con il 20º e ultimo posto, mentre il migliore è il 3º posto ottenuto nei campionati 2018-2019, 2019-2020, 2020-2021 e 2024-2025. Le vittorie col maggior numero di reti di scarto avvengono nel campionato 1931-1932 contro l'Udinese, il Parma e lo Spezia (tutte e tre per 7-0 e tutte in Serie B) e contro il Torino (sempre per 7-0) nel campionato 2019-2020, invece le peggiori disfatte sono nel campionato 1941-1942 contro il Torino (9-1) per quanto riguarda la Serie A e un 7-0 contro il Padova nel 1932 in Serie B.
Il record assoluto di 81 punti totalizzati in una singola stagione è stato raggiunto nella Serie B 2005-2006, mentre il record di punti in Serie A (78) è dei campionati 2019-2020 e 2020-2021. Nel campionato 2005-2006 ottiene il maggior numero di vittorie in assoluto (24), mentre nel campionato 2009-2010 subisce il numero record di sconfitte in una stagione (21).
L'Atalanta ha ottenuto il maggior numero di reti segnate in una stagione nella Serie A 2019-2020 (98, l'ottava più alta di sempre in una stagione nella storia della serie A a 20 squadre, e la più alta dalla stagione 1949-1950 ad oggi), mentre il maggior numero di reti subite risale alla Serie A 1950-1951 (69). Dal campionato 1940-1941 a quello 1957-1958 si ha il record di stagioni consecutive in Serie A (15); infine, la Dea detiene il record italiano di maggior numero promozioni dalla seconda alla prima divisione del calcio italiano (13).

### Statistiche individuali
Il giocatore che detiene il maggior numero di presenze assolute con la maglia dell'Atalanta è Gianpaolo Bellini, con 435 apparizioni tra il 1998 e il 2016; lo stesso Bellini detiene il primato di presenze in campionato, con 396 partite. Il calciatore non italiano con più presenze assolute è invece l'olandese Marten de Roon, a Bergamo nella stagione 2015-2016 e poi nuovamente dal 2017, con oltre 300 incontri. Il record di marcature appartiene all'italiano Cristiano Doni, con 112 reti tra il 1998 e il 2012; il miglior marcatore non italiano è invece il colombiano Duván Zapata, a Bergamo dal 2018 al 2023 e autore di 82 reti.
Tra i giocatori che compaiono nella classifica dei marcatori della Serie A e che abbiano giocato con la Dea figura Adriano Bassetto, il quale a Bergamo marcò 57 delle sue 149 reti. Il miglior marcatore in gare di campionato è sempre Doni (103 gol), che con le sue 69 reti è, inoltre, anche il miglior marcatore in Serie A del club orobico insieme a Duván Zapata. Il miglior marcatore atalantino nel campionato di Serie B è invece Giulio Panzeri, autore di 44 reti, mentre per quanto riguarda la Serie C1 il primato appartiene dell'attaccante bergamasco Bortolo Mutti con 16 realizzazioni. Per quanto riguarda le coppe, Valter Bonacina è il recordman di presenze in gare di Coppa Italia (51 apparizioni); nelle competizioni europee tale primato è di de Roon con 61 presenze. Infine, il miglior marcatore nerazzurro in Coppa Italia è Andrea Lazzari a quota 10 gol, mentre in Europa il top scorer atalantino di tutti i tempi è il colombiano Luis Muriel con 12 segnature.
Di seguito i primi dieci giocatori per numero di presenze e marcature con la maglia dell'Atalanta in tutte le competizioni, dall'anno di fondazione ad oggi.
Dati aggiornati al 25 maggio 2025.
| Record di presenze - 435 Gianpaolo Bellini (1998-2016) - 395 Marten de Roon (2015-2016, 2017-) - 331 Valter Bonacina (1986-1991, 1994-1999) - 324 Stefano Angeleri (1949-1960) - 323 Cristiano Doni (1998-2003, 2006-2012) - 313 Rafael Tolói (2015-2025) - 305 Livio Roncoli (1949-1963) - 298 Mario Pašalić (2018-) - 294 Fabrizio Ferron (1988-1996) - 287 Berat Djimsiti (2016, 2018-) | Record di reti - 112 Cristiano Doni (1998-2003, 2006-2012) - 82 Duván Zapata (2018-2023) - 68 Luis Muriel (2019-2024) - 65 Severo Cominelli (1934-1941, 1943-1944, 1947-1949) - 60 Josip Iličić (2017-2022) - 59 Alejandro Gómez (2014-2021) 59 Mario Pašalić (2018-) - 57 Adriano Bassetto (1953-1957) - 56 Germán Denis (2011-2016) - 54 Poul Rasmussen (1952-1956) |

## Tifoseria
Secondo un'indagine condotta e pubblicata annualmente da due società specializzate in sondaggi e ricerche di mercato, la StageUp e la Ipsos, al 2023 la squadra risulta essere il decimo club più tifato d'Italia, potendo contare su un seguito stimato in circa 327 000 tifosi, un dato mediamente in linea con le rilevazioni degli anni precedenti..
Dal 2002 al 2015, quasi con cadenza annuale, veniva organizzata nel periodo estivo la "Festa della Dea": una festa popolare caratterizzata da musica e cucina bergamasca, con la presenza di diverse personalità collegate alla storia del club.
Vi sono poi numerose altre attività promosse dai gruppi organizzati di tifosi atalantini, come ad esempio la pubblicazione di fanzine e l'organizzazione delle trasferte e delle coreografie.
Alcuni gruppi organizzano anche iniziative di beneficenza, come quella condotta dal gruppo "Curva Nord Bergamo" a seguito del terremoto dell'Aquila del 2009.

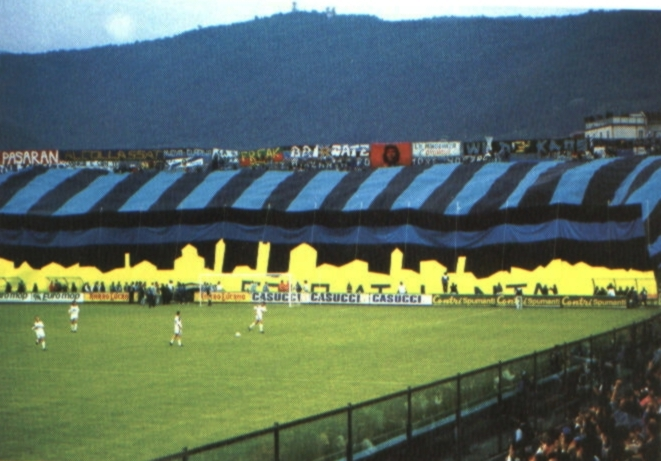
Coreografia della Curva Nord in occasione della finale di Coppa Italia 1995-1996.

Dal 2005 gli Atalanta Supporters diventano l'unico gruppo di tifo organizzato rimasto in Curva Nord e successivamente cambiano nome in "Curva Nord Bergamo 1907", a sottolineare l'unità del tifo atalantino. Questo gruppo nasce con l'intento di unificare il tifo bergamasco sotto un'unica entità apolitica, superando le divergenze ideologiche del passato, in modo da rilanciare la Nord. In Curva Sud dal 2006 ex membri delle Brigate, insieme ad altri sottogruppi, formano il gruppo "Forever Atalanta", tuttora attivo.

### Gemellaggi e rivalità
La tifoseria atalantina conserva un solido gemellaggio con la Ternana, al quale si aggiungono quelli con i tedeschi dell'Eintracht Francoforte e con la squadra di rugby dell'Aquila. Vi è inoltre un rapporto di amicizia con la tifoseria del Cosenza.
Al contrario, sono note le storiche rivalità regionali: la principale rivalità dei bergamaschi è quella contro il Brescia, seguita dalle sfide contro le principali formazioni di Milano (Inter e Milan) e contro il Como. Nel resto d'Italia si segnalano i cattivi rapporti con le tifoserie organizzate delle principali squadre di Roma (Lazio e Roma) e Torino (Juventus e Torino), nonché con quelle di Fiorentina, Genoa, Napoli, Perugia, Verona e Vicenza.

## Organico

### Rosa 2025-2026
Rosa aggiornata al 20 agosto 2025.
| N. |                                 | Ruolo | Calciatore                |
| -- | ------------------------------- | ----- | ------------------------- |
| 3  | Costa d'Avorio (bandiera)       | D     | Odilon Kossounou          |
| 4  | Svezia (bandiera)               | D     | Isak Hien                 |
| 6  | Ghana (bandiera)                | C     | Ibrahim Sulemana          |
| 7  | Ghana (bandiera)                | A     | Kamaldeen Sulemana        |
| 8  | Croazia (bandiera)              | C     | Mario Pašalić             |
| 9  | Italia (bandiera)               | A     | Gianluca Scamacca         |
| 10 | Serbia (bandiera)               | C     | Lazar Samardžić           |
| 13 | Brasile (bandiera)              | C     | Éderson                   |
| 15 | Paesi Bassi (bandiera)          | C     | Marten de Roon (capitano) |
| 16 | Italia (bandiera)               | D     | Raoul Bellanova           |
| 17 | Belgio (bandiera)               | A     | Charles De Ketelaere      |
| 19 | Albania (bandiera)              | D     | Berat Djimsiti            |
| 22 | Inghilterra (bandiera)          | D     | Ben Godfrey               |
| 23 | Bosnia ed Erzegovina (bandiera) | D     | Sead Kolašinac            |

| N. |                        | Ruolo | Calciatore        |
| -- | ---------------------- | ----- | ----------------- |
| 27 | Italia (bandiera)      | C     | Marco Palestra    |
| 29 | Italia (bandiera)      | P     | Marco Carnesecchi |
| 31 | Italia (bandiera)      | P     | Francesco Rossi   |
| 42 | Italia (bandiera)      | D     | Giorgio Scalvini  |
| 44 | Italia (bandiera)      | C     | Marco Brescianini |
| 57 | Italia (bandiera)      | P     | Marco Sportiello  |
| 59 | Polonia (bandiera)     | C     | Nicola Zalewski   |
| 69 | Italia (bandiera)      | D     | Honest Ahanor     |
| 70 | Italia (bandiera)      | C     | Daniel Maldini    |
| 77 | Italia (bandiera)      | D     | Davide Zappacosta |
| 90 | Montenegro (bandiera)  | A     | Nikola Krstović   |
|    | Paesi Bassi (bandiera) | D     | Mitchel Bakker    |
|    | Mali (bandiera)        | A     | El Bilal Touré    |
|    | Nigeria (bandiera)     | A     | Ademola Lookman   |

### Staff tecnico
Staff aggiornato al 13 luglio 2025.
- Ivan Jurić - Allenatore
- Matteo Paro - Vice allenatore
- Stjepan Ostojić - Collaboratore tecnico
- Cristian Raimondi - Collaboratore tecnico
- Miguel Veloso - Collaboratore tecnico
- Stefano Brambilla - Match analyst
- Michele Orecchio - Match analyst
- Paolo Barbero - Preparatore atletico
- Andrea Vigni - Preparatore atletico
- Marco Savorani - Preparatore dei portieri
- Sabino Oliva - Preparatore dei portieri